# Rattachismus
Der Rattachismus (französisch: Rattachisme) oder Reunionismus (Réunionisme) ist eine irredentistische politische Ideologie, die die Abspaltung des französischsprachigen Teils Belgiens oder Walloniens von Belgien und dessen Angliederung an Frankreich fordert. Auch Brüssel, das mehrheitlich französischsprachig ist ebenso wie die sechs flämischen Gemeinden mit Spracheinrichtungen für Französischsprachige in der Umgebung von Brüssel, soll in einigen Konzepten der Bewegung an Frankreich angeschlossen werden. Sie kann als französischsprachige Entsprechung des Groot-Nederlandisme in Flandern betrachtet werden, welche den Anschluss der flämischen Gebiete an das Königreich der Niederlande fordert.

Hypothetische Karte von Frankreich mit der Wallonie

## Geschichte
Laut den Anhängern des Rattachismus wäre eine zukünftige Vereinigung eine Wiederholung der vorherigen „Einheit“, die während der Franzosenzeit (1794–1815) bestand. Nach der Schlacht von Waterloo (1815) wurde Wallonien unter König Wilhelm von Oranien Teil des Königreichs der Niederlande. Nach der belgischen Revolution von 1830 wurde Wallonien Teil des Königreichs Belgien. Nach der belgischen Revolution forderte eine Minderheit der Wallonen die Vereinigung mit Frankreich. Die Rattachisten argumentierten, dass sie sich mit Frankreich vereinigen müssten, um ihren wirtschaftlichen Wohlstand zu erhalten, und dass das Gebiet kulturell französisch sei. Der Regent von Belgien, Erasme Louis Surlet de Chokier, war in dieser Zeit ein Befürworter, ebenso wie Charles de Brouckère, Charles Rogier und Alexandre Gendebien. Nachdem der deutsche Prinz Leopold I. 1831 König von Belgien wurde, schwanden die Hoffnungen der Rattachisten auf eine Vereinigung mit Frankreich.

## Öffentliche Meinung
Eine Umfrage des Institut français d’opinion publique (IFOP) aus dem Jahr 2010 ergab, dass 66 % der befragten Franzosen die Vereinigung Walloniens mit Frankreich unterstützen würden, wenn die politische Krise in Belgien zu einer Aufspaltung des Landes führen würde. Laut IFOP ist die Unterstützung für eine Vereinigung mit Frankreich seit 2007 gestiegen. Französische Politiker wie Marine Le Pen, Jean-Luc Mélenchon und Éric Zemmour haben sich für die Vereinigung von Wallonien mit Frankreich ausgesprochen.
Eine andere Umfrage, die 2010 während der politischen Krise in Belgien durchgeführt wurde, ergab, dass 32 % der befragten Wallonen im Falle einer Aufspaltung Belgiens die Wiedervereinigung unterstützen würden. Die rattachistische Ideologie wird in Belgien mit einer Fraktion der Wallonischen Bewegung in Verbindung gebracht und von den politischen Parteien Rassemblement wallon und Rassemblement Wallonie-France vertreten. Diese erreichten allerdings bisher nur niedrige Stimmenanteile.